# 三重点
純物質の三重点（さんじゅうてん、英: triple point）とは、その物質の三つの相が共存して熱力学的平衡状態にある温度と圧力である。三相を指定しないで単に三重点というときには、気相、液相、固相の三相が共存して平衡状態にあるときの三重点を指す。水を例にとるならば、水蒸気、水、氷が共存する温度、圧力が水の三重点である。

## 相律と相図

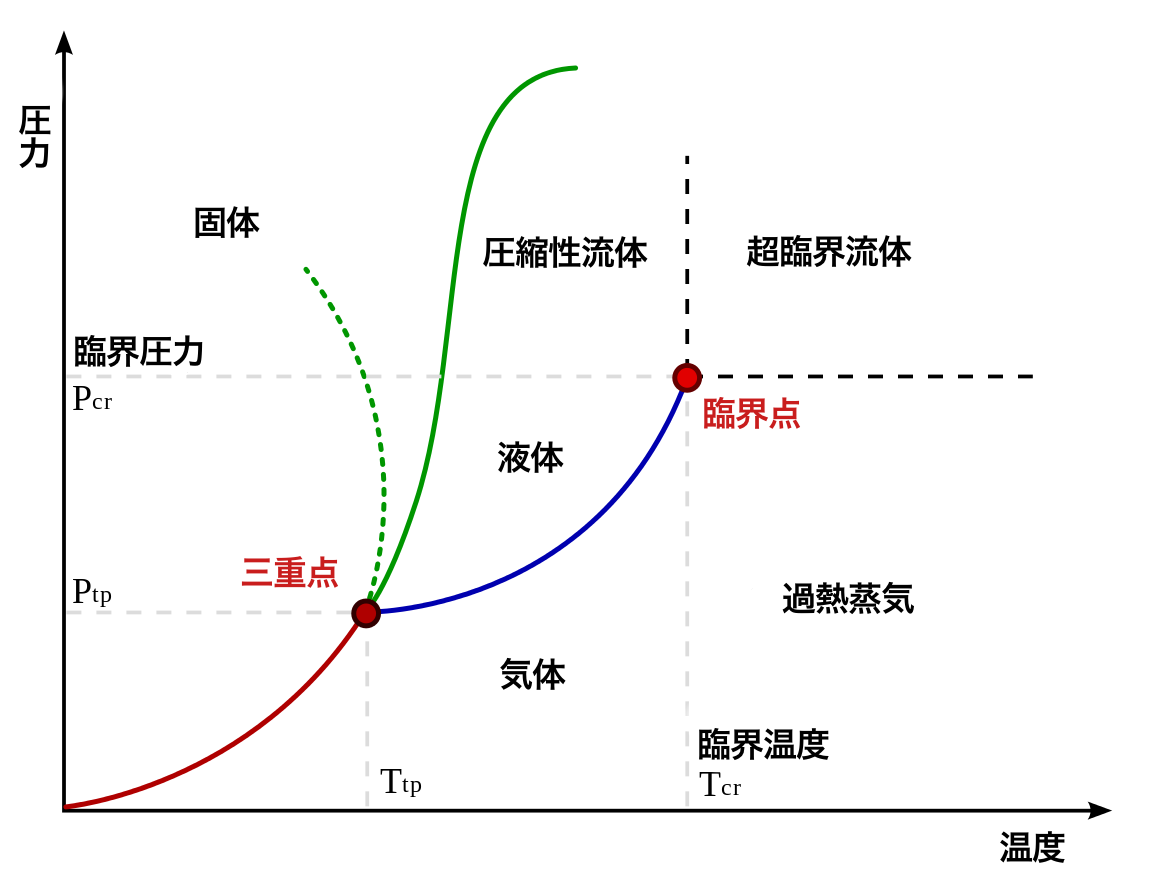
相図の例。

三重点にある純物質は1成分3相系なので、ギブズの相律により自由度は 0 となる。そのため、1成分2相系である沸点や融点とは異なり、純物質の三重点はただ1点に決まる。すなわち三重点は、その物質に固有の温度および圧力となる。右図のように温度 — 圧力で表した相図上では、蒸気圧曲線（青）、融解曲線（緑）、昇華曲線（赤）の3本の線が合致する点が三重点である。蒸気圧曲線と昇華曲線に注目すると、液体と固体の蒸気圧が一致する温度が三重点の温度であることが分かる。また、蒸気圧曲線と融解曲線に注目すると、沸点が凝固点に等しくなる圧力が三重点の圧力であることが分かる。
液相は、三重点圧力より低い圧力では、熱力学的に安定な相としては存在しえない。ただし準安定相としては存在しうる。例えば過冷却水は、水の準安定相である。過冷却水の水蒸気圧は水の三重点圧力より低いので、気液平衡を保ったまま水を過冷却することで、三重点圧力より低圧の液相を準安定相として実現することができる。

## 水の三重点
2019年まで、水の三重点は、国際単位系（SI）において、ケルビンの定義に用いられていた。ケルビン（K）は、水の三重点の熱力学温度の 1/273.16 と定義されていた。この定義により、水の三重点は、厳密に 0.01 °C (273.16 K)である。このときの圧力は 611.657 ± 0.010 Pa (約 0.006 気圧）である。なお、この定義に用いられる水は、厳密に同位体組成が定められたウィーン標準平均海水 (VSMOW) である。
三重点セルと呼ばれるガラス製の容器に高純度の水を封入したセルを用いると、水の三重点を再現性よく実現できる。産業技術総合研究所計量標準総合センターの研究によれば、水の三重点温度の不確かさは 0.1 mK である。
なお火星の"標高 0 m"は水の三重点における圧力と同じ気圧を示す高度と決められている。

## 温度定点
水を含めたいくつかの純物質の三重点は、国際温度目盛（ITS-90）の温度定点として用いられている。これらの物質の三重点温度はITS-90の定義値であるが、三重点圧力は測定に基づく値である。そのため、三重点圧力の値は文献により多少のばらつきがある。
| 物質     | 温度 / K | 圧力 / Pa   |
| -------- | -------- | ----------- |
| 平衡水素 | 13.8033  | 7.041×103   |
| ネオン   | 24.5561  | 4.338×104   |
| 酸素     | 54.3584  | 1.4633×102  |
| アルゴン | 83.8058  | 6.8891×104  |
| 水銀     | 234.3156 | 3.0×10−4    |
| 水       | 273.16   | 6.11657×102 |

## 硫黄の三重点

硫黄の相図の模式図。S は斜方硫黄、S は単斜硫黄、S は液相、S は気相。

大気圧下で安定な硫黄の同素体として、斜方硫黄と単斜硫黄が知られている。固相が二つあるので、共存する三相として斜方-単斜-気、単斜-液-気、斜方-単斜-液、斜方-液-気の4通りが考えられる。図と表に示したように、これら4つの三重点は全て観測されている。
- 斜方硫黄の昇華曲線（図中の DA）と単斜硫黄の昇華曲線 AC の交わる点 A が、斜方硫黄-単斜硫黄-気相の三重点である。この三重点温度は、大気圧下で斜方硫黄と単斜硫黄が二相平衡となる温度とほぼ等しい。
- 単斜硫黄の昇華曲線 AC と液体硫黄の蒸気圧曲線 CF の交わる点 C が、単斜硫黄-液相-気相の三重点である。この三重点温度は、大気圧下での単斜硫黄の融点とほぼ等しい。
- 単斜硫黄の密度は斜方硫黄の密度よりも小さいので、この二つの固相が相平衡となる温度（二相のギブズエネルギーが等しくなる温度）は、高圧ほど高くなる（図中の AB）。この曲線 AB と単斜硫黄の融解曲線 CB の交わる点 B が斜方硫黄-単斜硫黄-液相の三重点である。この三重点圧力は、千気圧を越える高圧である。
- 斜方硫黄の昇華曲線 DO と過冷却液体硫黄の蒸気圧曲線 OC の交わる点 O が斜方硫黄-液相-気相の三重点である。この三重点 O は、単斜硫黄が最安定な相となる温度・圧力領域 ABC の中にある。この領域内では斜方硫黄、液相、気相のいずれも準安定相であるが、斜方硫黄から単斜硫黄への相転移速度がきわめて遅いため、準安定な三相の間の三重点が観測できる[11]。この三重点温度は、大気圧下での斜方硫黄の融点とほぼ等しい。

| 相                     | 温度 / K | 圧力 / Pa |
| ---------------------- | -------- | --------- |
| 斜方硫黄-単斜硫黄-気相 | 368.5    | 1.1       |
| 単斜硫黄-液相-気相     | 393.0    | 3.7       |
| 斜方硫黄-単斜硫黄-液相 | 424      | 137×106   |
| 斜方硫黄-液相-気相     | 387.1    | 3.4       |

## ヘリウムのλ点と三重点

ヘリウムの相図。He-I が常流動相で He-II が超流動相。蒸気圧曲線(vapor pressure)と横軸に挟まれた領域が気相。λ線(λ-line)と蒸気圧曲線の交点がλ点。融解曲線(melting curve)の左上の領域が固相。

1気圧におけるヘリウムの沸点は 4.2 K である。この温度で気液平衡にあるヘリウムを徐々に排気していくと、蒸気圧曲線に沿ってヘリウムは 4.2 K から徐々に冷却されていく。温度が 2.1768 K に達すると、液体ヘリウムは超流動相に相転移する。このときの圧力は 5042 Pa で、この温度・圧力をヘリウム4のλ点という。このλ点は、相図上では気相と常流動相(He-I)と超流動相(He-II)の三相に囲まれているので、ヘリウムの三重点のひとつとみなされることがある。ただし、IUPACの定義によれば、λ点は三重点ではない。なぜなら常流動相から超流動相への相転移は連続相転移（二次相転移）なので、常流動相と超流動相は相として共存することがないからである。
常流動相から超流動相への相転移温度は、相図では He-I と He-II の境界線で表される。これをλ線という。λ線と融解曲線の交点もヘリウム4のλ点という。このλ点の温度と圧力は 1.762 K, 30.11 bar である。
相図から分かるように、ヘリウムは25気圧以上に加圧しないと結晶化しない。そのため、ヘリウムには気相-液相-固相の三重点は存在しない。
右の相図では略されているが、ヘリウムの固相として、六方最密構造(hcp)の相と体心立方構造(bcc)の相が知られている。hcpは低温高圧で安定な相であり、図に示されている固相のほとんどの領域で安定な相である。それに対してbccは、λ線と融解曲線の交点付近の狭い温度圧力領域で安定な相である。これら二つの固相は液相とあわせて三相共存できるので、ヘリウムには固相-固相-液相の三重点が二つ知られている。
| 相              | 温度 / K | 圧力 / Pa |
| --------------- | -------- | --------- |
| He-I/He-II/気相 | 2.1768   | 5042      |
| He-I/He-II/bcc  | 1.762    | 3.011×106 |
| hcp/bcc/He-I    | 1.772    | 3.041×106 |
| hcp/bcc/He-II   | 1.463    | 2.638×106 |